# 西蒙內塔·韋斯普奇

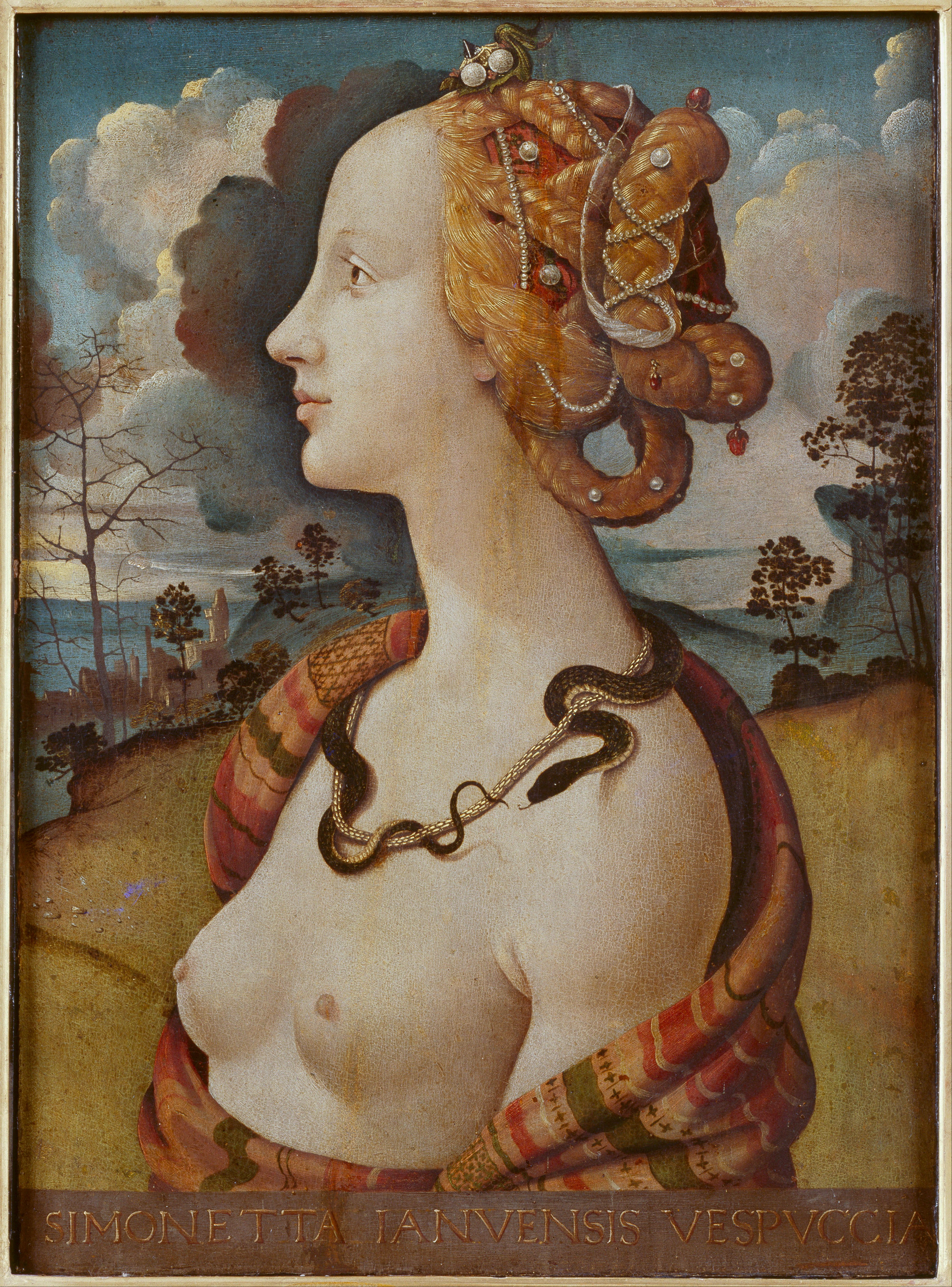
西蒙內塔·韋斯普奇肖像，皮耶罗·迪·科西莫画

西蒙内塔·韦斯普奇 (義大利語：Simonetta Cattaneo Vespucci，1453年—1476年4月26日), 被称为美人西蒙内塔, 是一个来自意大利热那亚的贵族女性。是佛罗伦萨的马可·韦斯普奇的妻子，同时也是亚美利哥·维斯普奇的表弟妹。她因为无比的美貌而著名。

## 生平

### 人生早期与婚姻
她大约在1453年出生在现属于意大利利古里亚大区的热那亚共和国。更确切的出生地点仍是未知：也许是热那亚城，也有可能是韦内雷港 佛罗伦萨诗人波利齊亞諾这样描写她的家：“在那威严的利古里亚大区的海岸上，海王愤怒地敲打着岩石⋯⋯在那里，她就像维纳斯，于浪潮之间出生。”  她的父亲是加斯帕雷·卡塔雷奥·德拉·沃尔达（Gaspare Cattaneo della Volta，同屬16世纪熱那亞總督列奥纳多·卡塔雷奥·德拉·沃尔达之家族），她的母亲是加斯帕雷的妻子卡托琴娜·斯皮诺拉(Cattocchia Spinola或Chateroccia di Marco Spinola)
15或16岁时她嫁给了马可·维斯普奇，皮埃罗的儿子，同时也是航海家亚美利哥·维斯普奇的远房表亲。他们于1469年的四月相遇。当时她在圣托尔佩特教堂（Church of San Torpete）与父母一起；共和国总督与当时大部分热那亚贵族都在场。
马可被他的父亲皮埃罗送到热那亚在圣吉尔吉奥银行学习。马可被西蒙内塔的父亲所接受，同时他也非常迷恋西蒙内塔，因此他们的婚姻也是顺理成章的。她的父母也觉得这段婚姻是有益的因为马可来自的家族与佛罗伦萨联系颇多，尤其是美第奇家族。

### 佛罗伦萨时期
马可和西蒙内塔同年在佛罗伦萨结婚。

### 死亡
西蒙内塔1476年4月26日至27日的夜晚死去，极有可能死于肺结核。

## 在艺术作品中可能的原型
波提切利的《维纳斯的诞生》、《春》。